# Sentier de grande randonnée 31
Le sentier de grande randonnée 31 ou GR 31 est un sentier de grande randonnée français, long de 283 km qui emprunte le territoire de trois départements : la Nièvre dans la région Bourgogne-Franche-Comté, le Cher et le Loir-et-Cher dans la région Centre-Val de Loire

## Géographie
Balisé par les membres du Comité du Cher de randonnée pédestre, le sentier traverse notamment la Sologne d'est en ouest. Il commence par longer la Loire, puis gravit les coteaux du Sancerrois, serpente à proximité des sources de la Grande Sauldre, de la Petite Sauldre, qu'il finit par suivre jusqu'à son confluent avec la Grande Sauldre. Il poursuit son parcours dans la vallée du Beuvron pour rejoindre à nouveau la Loire en fin parcours.